# Baby, You're a Rich Man
Baby, You're a Rich Man (Lennon/McCartney) är en låt av The Beatles från 1967.

## Låten och inspelningen
Denna låt sattes vid ett enda tillfälle 12 maj 1967 under en jamliknande session där ljudteknikern Eddie Kramer deltog på vibrafon och där Mick Jagger (eventuellt) bidrar med stämsång. Många har pekat på att låtens något lösa och jamliknande struktur samt det faktum att man satte den vid ett tillfälle kan betyda att Beatles sökte en ny riktning alternativt att de hade förslappats av drogintag. Man hade här inte så stor vikt vid detaljer utan gick på den omedelbara känslan. Låten kom att utges i flera olika sammanhang men blev först b-sida på singeln All You Need Is Love som utkom i England och USA 7 respektive 17 juli 1967. Senare kom den med på LP:n Magical Mystery Tour, som utgavs i USA 27 november 1967.
Låten är också med i slutscenerna av filmen Social Network från 2010 som handlar om skapandet av Facebook.